# Strikeout

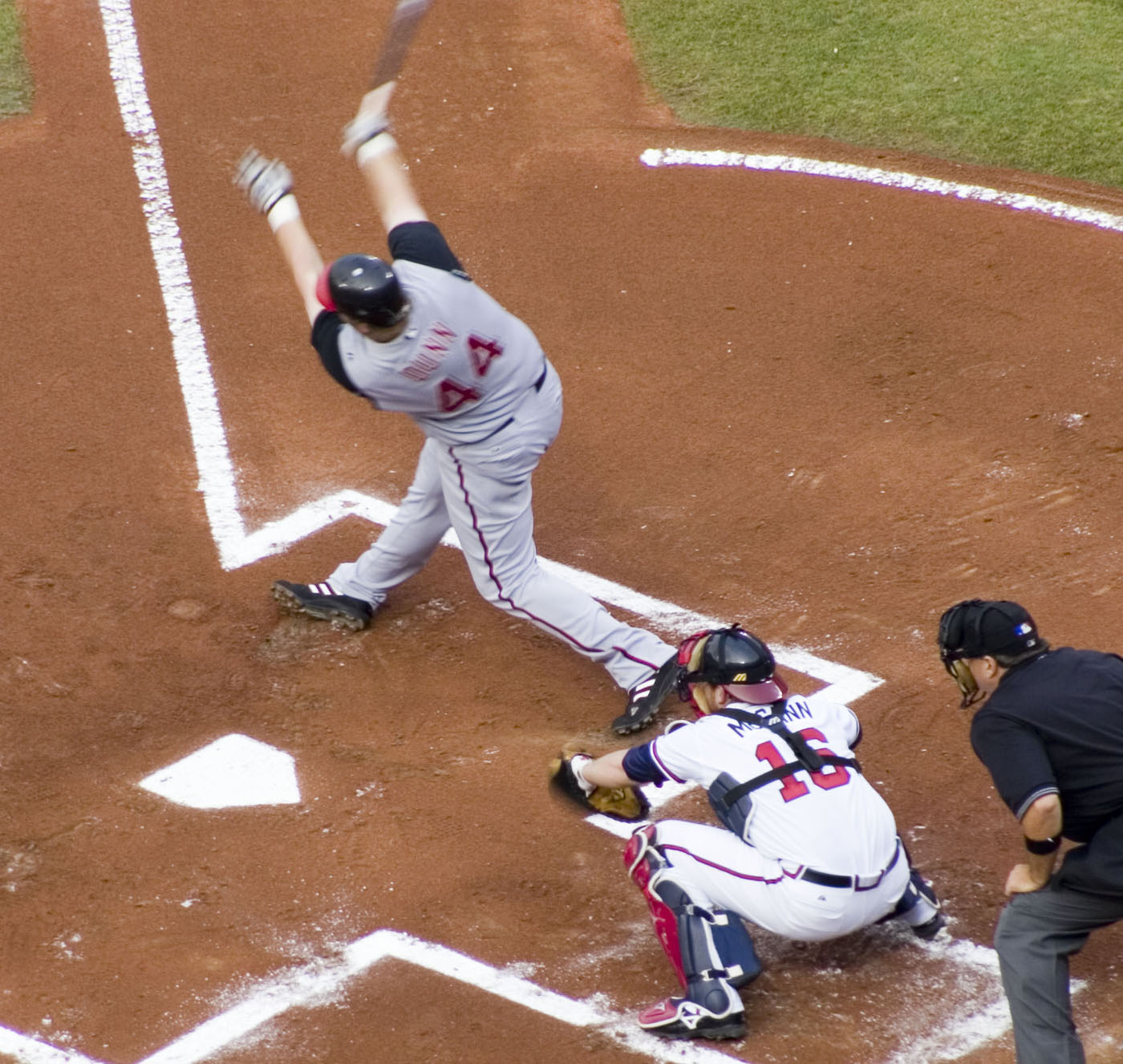
Rebatedor é eliminado por strikes no swing.

No beisebol, um strike ou strike out (denotado por K ou SO) ocorre quando o batedor recebe três strikes durante sua vez ao bastão. Strikeouts são associados com dominância da parte do arremessador e/ou incompetência da parte do batedor; embora para rebatedores de potência seja reconhecido que o estilo de swing que gera home runs também é um tanto suscetível a sofrer strikeouts.

## Regras
Um arremessador recebe crédito por — e um batedor é penalizado com — um strikeout em qualquer terceiro strike, mas um batedor é eliminado somente se qualquer dos seguintes for verdadeiro:
1. o terceiro strike é arremessado e pego em voo pelo receptor (incluindo foul tips);
2. em qualquer terceiro strike, se um corredor de base está na primeira e há menos de dois eliminados;
3. o terceiro strike é um bunt de falta e não é pego por um defensor.

Se o terceiro strike não é receptado e há dois eliminados, ou menos de dois eliminados e nenhum corredor na primeira base, o batedor se torna um corredor. Assim, é possível para o batedor ser eliminado por strikes, mas ainda chegar à base salvo se o receptor falhar ou for incapaz de pegar o terceiro strike e não puder tirar o batedor por toque ou forçar sua eliminação na primeira base. Como resultado, os arremessadores, excepcionalmente, têm de registrar quatro eliminações numa metade de entrada.
Na anotação, um strikeout no swing é marcado como K, ou K-S. Um strikeout “olhado” (strike out looking) (quando o batedor não vai para o swing em um arremesso que o árbitro então chama como terceiro strike) é, às vezes, marcado com um K invertido.
O uso do “K” para strikeout foi inventado por Henry Chadwick, um jornalista que é amplamente creditado como o criador da ficha técnica. A ficha técnica persistes basicamente inalterada até hoje, assim como o próprio jogo, exceto pelo número de bolas e strikes permitidos ao arremessador e ao batedor. A letra “S” era usada para marcar “sacrifício”, então Chadwick decidiu usar “K”, com “K” sendo a última letra em “struck”. Chadwick também inventou muitas outras abreviações na marcação do beisebol, como a utilização de números para indicar posições de jogadores (progredindo da “bateria”, arremessador [1] e receptor [2], pelo campo interno, com o interbases contado após os homens de base, no número 6, ao campista direito [9]).
A versão de que Chadwick foi o primeiro a estabelecer o costume de usar a abreviação “K” é bem fundamentada, com a sobrevivência de documentos primários confiáveis e autênticos (ver a citação acima). Os que ignoram as contribuições de Chadwick especularam que o “K” foi derivado do sobrenome de Matt Kilroy, arremessador do século XIX. Esta especulação até seria razoável: Kilroy fez muito para elevar a proeminência do strikeout, estabelecendo um recorde de todos os tempos de 513 strikeouts em 1886, só dois anos depois do arremesso “overhand” (movimento com o braço por cima do ombro) ser permitido. O recorde de Kilroy, contudo, é para sempre confinado à sua era: o montinho do arremessador durante aquela temporada ficava a somente 50 pés (15,23 metros) do rebatedor; foi movido à sua distância atual de 60,6 pés (18,47 metros) em 1983. O recorde moderno (1901-) é de 383 strikeouts, mantido por Nolan Ryan, um a mais que os 382 de Sandy Koufax.
Ainda que a maioria das pessoas use “K” para strikeout, “SO” é a abreviação oficial usada pelo Major League Baseball.
Fora isso, o “K” continua sendo usado por torcedores e entusiastas para outros propósitos outros além de registrar dados oficiais. Num ritual do beisebol, torcedores no estádio que estão sentados à vista do rebatedor (e das câmeras de televisão) fixam uma sucessão de pequenas placar de “K” à grade mais próxima, acrescentando uma para cada strikeout anotado pelo arremessador do time da casa. Como é tradicional para aqueles que mantêm um registro do jogo no papel, o “K” é colocado invertido caso o batedor tome um strikeout olhado. Praticamente, toda transmissão televisionada de um jogo da MLB em que o arremessador consegue um alto número de strikeouts (7 ou 8) incluirá uma tomada de uma placa de strikeout de um torcedor, e se o arremessador continuar a eliminar batedores por strikes, as placas muitas vezes serão mostradas depois de cada strikeout. No caso de um conhecido “arremessador de strikeouts” (strikeout pitcher) estar no montinho, as placar serão mostradas desde o começo.

## História
O strikeout é tão velho quanto o próprio beisebol. As Regras Knickerbocker de Alexander Cartwright, redigidas em 1845 e consideradas a fundação do jogo moderno, definem o strikeout como se segue:
Three balls being struck at and missed and the last one caught, is a hand-out; if not caught is considered fair, and the striker bound to run. (Regra #11)
Essa é, essencialmente, a mesma regra em uso hoje, com a adição do strike “chamado” (called strike) (1858) e a cláusula de que o batedor está automaticamente eliminado se houver menos de dois eliminados e um corredor na primeira base. Em 1880, as regras foram modificadas para especificar que um terceiro strike tem de ser apanhado em voo. Em 1887, o número de strikes para uma eliminação foi modificado para quatro, mas prontamente demovido a três na temporada seguinte. Um bunt de falta foi classificado como strike em 1894, e um foul tip em 1895.

## Quatro strikeouts numa entrada
Se um terceiro strike não é pego pelo receptor (e não é resvalado), ele é um strikeout, e a vez ao bastão acaba. Porém, com a primeira base vazia ou menos de dois eliminados, o batedor não está eliminado até ser sofrer um tag out ou force out. Num wild pitch ou numa bola passada, o batedor pode muitas vezes avançar salvo à primeira base. Se um corredor está na primeira base e há menos de dois eliminados, o batedor está automaticamente eliminado, conforme a regra de voo interno. Se houver dois eliminados, outro corredor pode ser eliminado a força, como em qualquer outra bola em jogo. Se o batedor-corredor chega à primeira base salvo, não há eliminação, mas o arremessador ainda é creditado com um strikeout.
É, assim, possível para um arremessador lançar quatro (ou mais) strikeouts numa entrada. O primeiro jogador de liga maior a ser creditado com o feito foi Jon Andre dos New York Giants, em 4 de outubro de 1888. O feito, uma vez raro, ocorrendo somente cinco vezes antes de 1956, é agora tão comum que aconteceu seis vezes em 1999. Chuck Finley o fez em 12 de maio e 15 de agosto de 1999 com os Anaheim Angels, e depois uma terceira vez em 16 de abril de 2000 com os Cleveland Indians. Finley é o único jogador a arremessar quatro strikeouts numa entrada mais de uma vez. Kerry Wood, dos Chicago Cubs, eliminou quatro por strikeouts numa entrada em 2002, mas neste caso, dois batedores chegaram à base devido a bolas passadas pelo seu receptor Todd Hundley. Isso pode ser bem creditado ao aumento do uso da split-finger e da forkball, ambos arremessos que terminam no chão na plate quando eficazes e freqüentemente são difíceis de manejar pelos receptores.
Com qualquer corredor avançando para deixar a primeira base aberta se há menos de dois eliminados, o processo pode se repetir, levando a um quinto strikeout (ou mais) na entrada. Um quinto strikeout nunca aconteceu nas ligas maiores, mas ocorreu três vezes nas ligas menores, o mais recente por Mike Schultz do Lancaster JetHawks contra o Rancho Cucamonga Quakes, em 16 de julho de 2004.